# 黒澤吉徳
黒澤 吉徳（くろさわ よしのり、1945年8月9日 - 2024年4月）は、日本のクラシック音楽の作曲家。東京都出身。東京芸術大学大学院音楽研究科作曲専攻修了。

## 概要
管弦楽・室内楽・歌曲も手がけているが、小学生から高校生向けの合唱曲を多数作曲しており、NHK全国学校音楽コンクールの課題曲を3曲手がけている。代表作は「大空賛歌」「走る川」「空駆ける天馬」など。第45回日本音楽コンクール作曲部門第2位。

## 作品

### 管弦楽
- 管弦楽の為の一章（1976）

### 室内楽
- 弦楽合奏の為のオーヴォチュア（1978）
- Vl, Fl, Pf, Percの為の〈Conception III〉（1979）
- Vl, Fl, Pfの為の〈Conception IV〉（1987）
- オルガンの為の〈Conception VII〉（1988）
- 雅楽の為の〈残照〉（1989）

### 歌曲
- 大手拓次による三つの歌（1968）

### 合唱曲
- 君は夕焼けを見たか（1984年の第51回NHK全国学校音楽コンクール高等学校の部課題曲）
- 遠く吹く風（1993年の第60回NHK全国学校音楽コンクール高等学校の部課題曲）
- かぜと木（1997年の第64回NHK全国学校音楽コンクール小学校の部課題曲）
- 大空賛歌
- 水の翼
- さよなら友よ
- 消えた八月
- 空駆ける天馬
- 自然よ
- 一緒に歌おう （我孫子の子供たちのための歌）
- 実りへの決意
- 走る川
- 山の輝き